# رائول اورمنیو
رائول اورمنیو (اسپانیایی: Raúl Ormeño‎؛ زادهٔ ۲۱ ژوئن ۱۹۵۸) بازیکن سابق و مربی فوتبال اهل شیلی است.
از باشگاه‌هایی که در آن بازی کرده‌است می‌توان به باشگاه فوتبال کولو-کولو اشاره کرد. وی همچنین در تیم‌های ملی فوتبال زیر ۲۰ سال شیلی و شیلی بازی کرده‌است.